# Adolf-von-Elm-Hof (Barmbek-Nord)

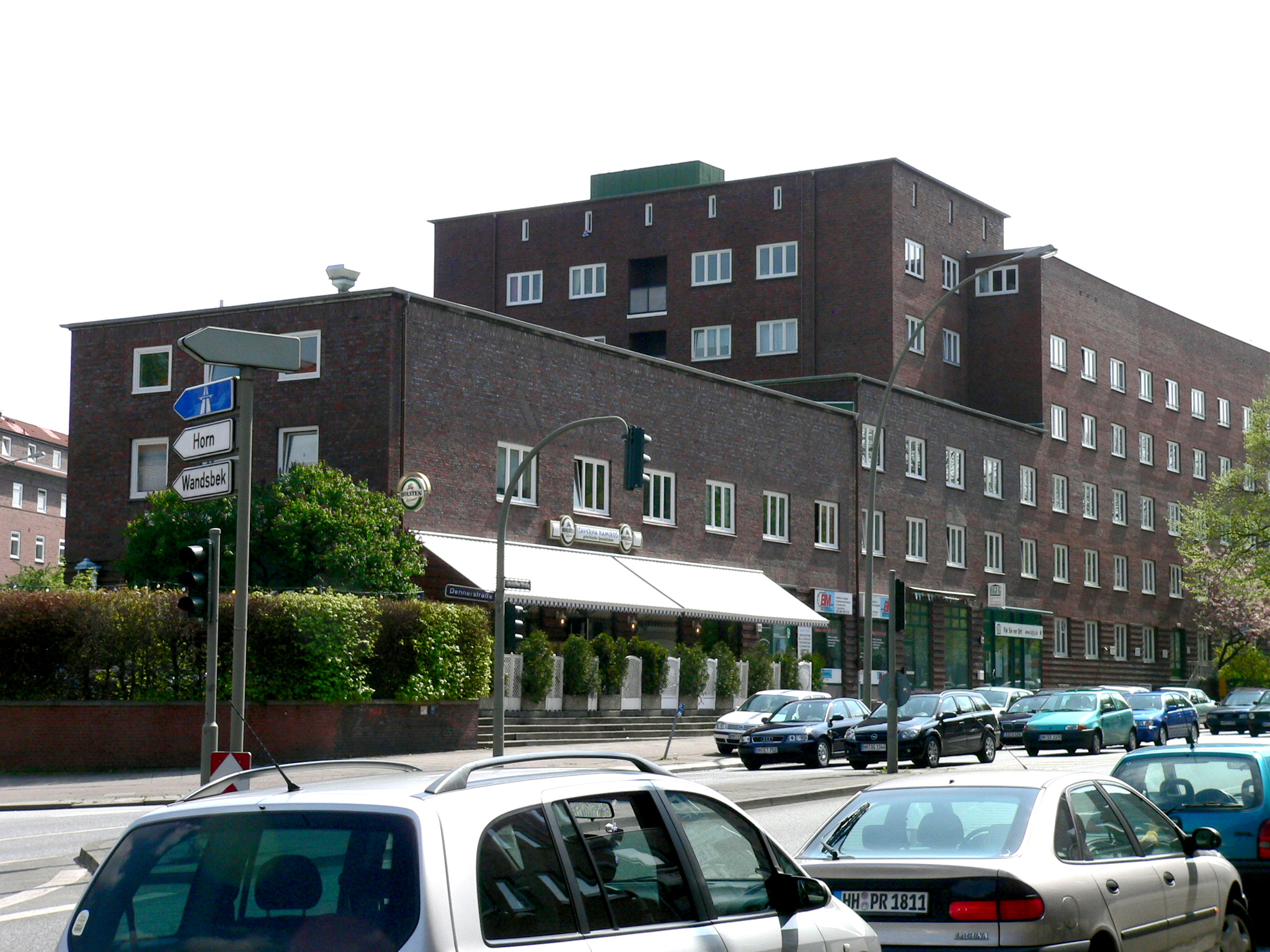
Adolf-von-Elm-Hof, Nordspitze

Der Adolf-von-Elm-Hof ist ein charakteristischer Großwohnblock im Hamburger Stadtteil Barmbek-Nord. Die Ausführung erfolgte im Stil der Klinkerarchitektur der 1920er Jahre nach den Grundsätzen des Neuen Bauens. Er entstand 1926/27 nach Entwürfen des Architekten Friedrich Richard Ostermeyer. Die „Produktion“ erwarb ihn 1930 aus einer Zwangsversteigerung und benannte ihn nach ihrem Gründer, dem Reichstagsabgeordneten und Genossenschaftler Adolph von Elm. Der Stadtteil war 1912 durch die U-Bahn-Ringlinie erschlossen, nach dem Ende des Ersten Weltkrieges wurden etliche große Mietwohnungsblöcke errichtet und damit verkehrsgünstig gelegener Wohnraum für die Arbeiterschaft geschaffen. Ostermeyer hatte im Jahr zuvor den etwas expressionistischeren Block am Bendixensweg errichtet.

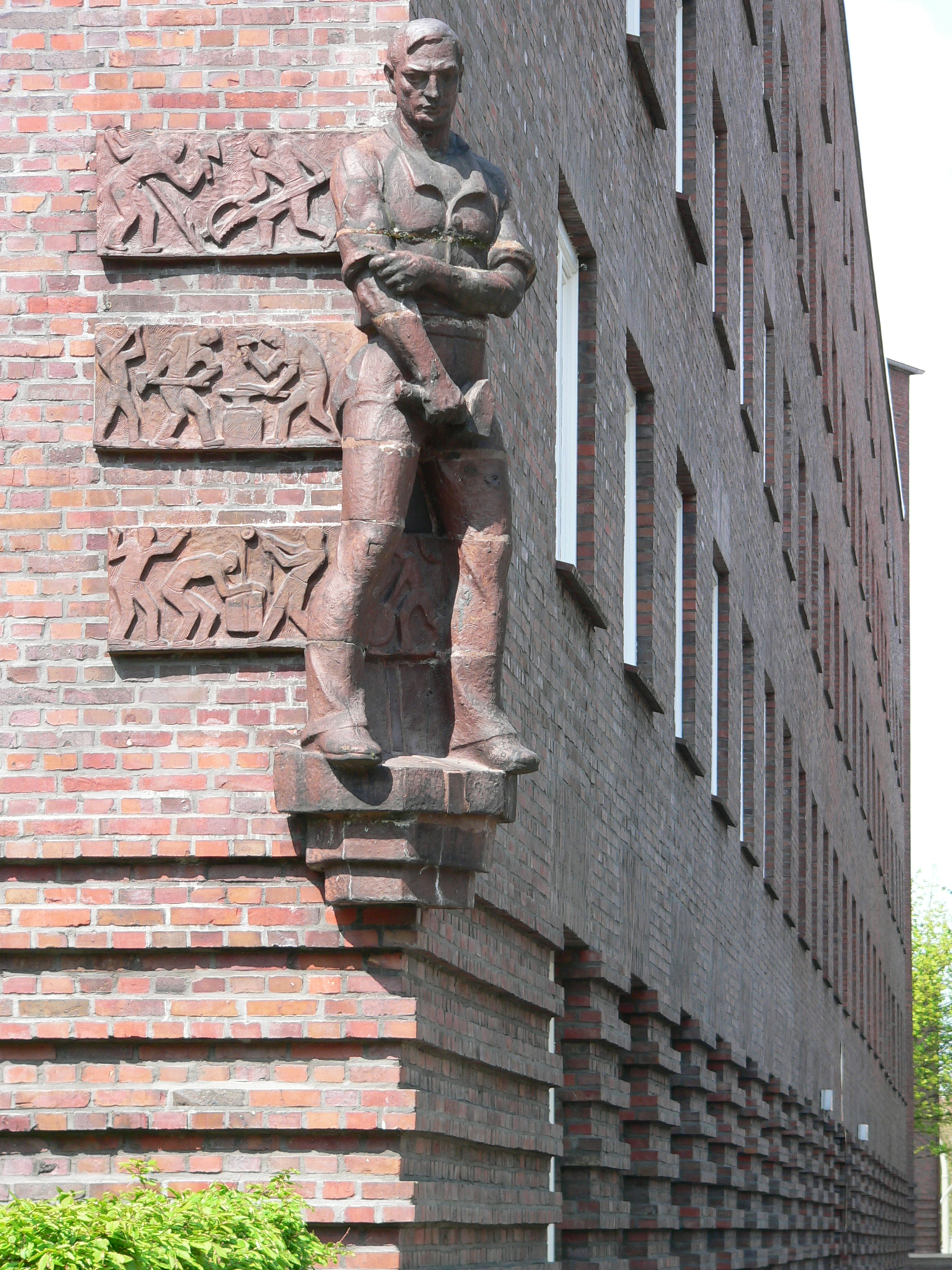
Plastik von R. Kuöhl

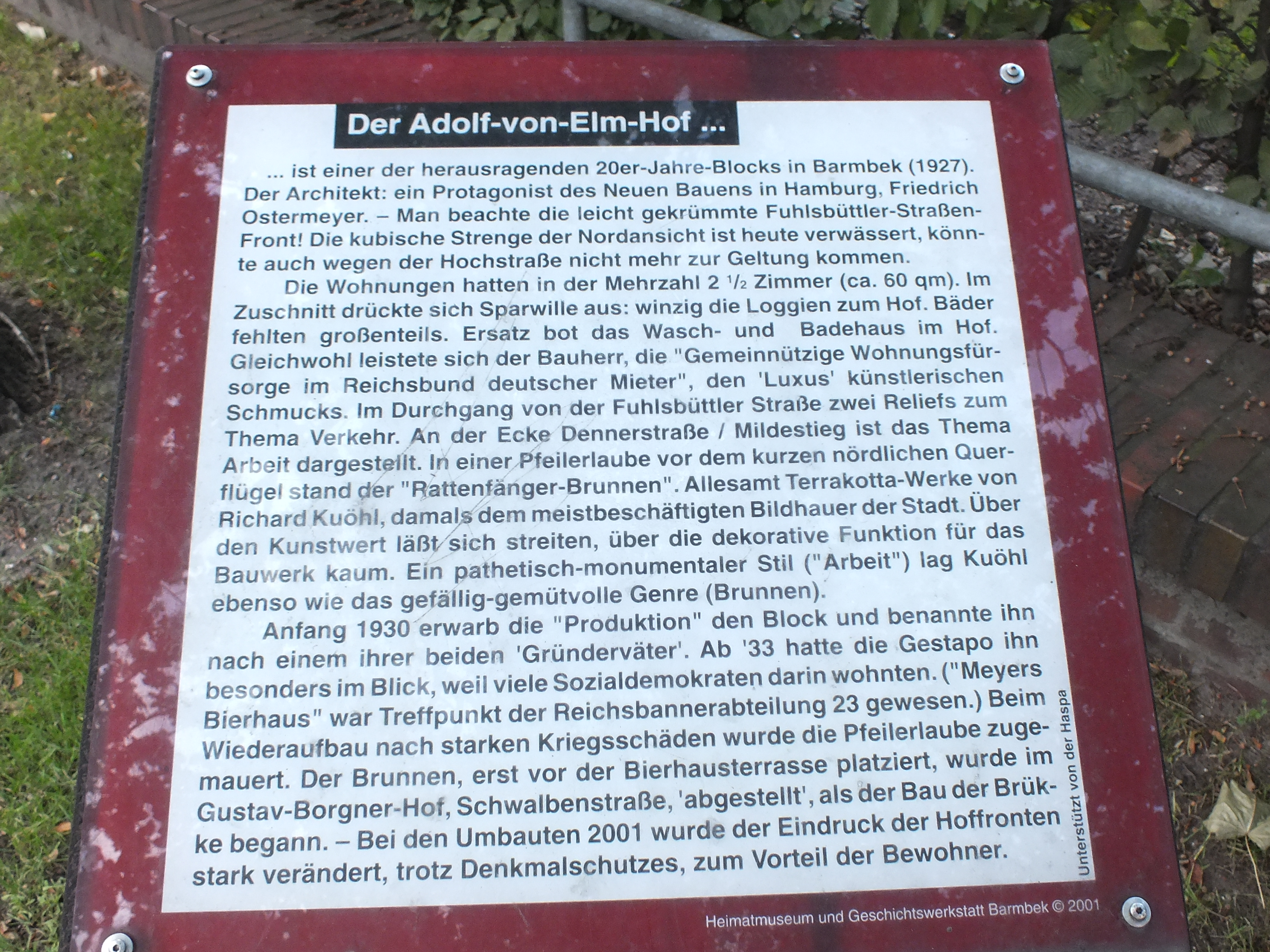
Informationstafel der Geschichtswerkstatt Barmbek

Der dreieckige, fünf- bis sechsgeschossige Baukörper folgt dem dreieckig geschnittenen Grundstück zwischen der Fuhlsbüttler Straße, dem Mildestieg und der Dennerstraße. Die Nordecke des Komplexes ist gestaffelt mit zurückspringender Fassade ausgeführt. Die Fassadengestaltung ist mit Ausnahme des Erdgeschosses, das mit horizontalen Klinkerbändern abgesetzt ist, schlicht gehalten.
Im Eingangsbereich im Durchgang an der Fuhlsbüttler Straße finden sich zwei Reliefs mit Straßen- und Hafenszenen von Richard Kuöhl, die jeweils von Halbplastiken eingefasst sind. An der Ecke Dennerstraße/Mildestieg ist eine Keramikplastik von Kuöhl angebracht, die einen Arbeiter (auch als Schmied bezeichnet) mit Hammer zeigt, der sich die Ärmel aufkrempelt und von drei Reliefbändern mit Arbeitsszenen flankiert wird.
Die Hofseite ist mit ihren Loggien weniger massiv gestaltet als die Straßenfronten. Im Hofinneren steht ein kleiner Klinkerpavillon, der die gemeinschaftlich Waschküche der Wohnanlage beherbergte, jetzt allerdings anderweitig vermietet wurde.
Im Krieg wurde der Komplex erheblich beschädigt – zur Fuhlsbüttler Straße größtenteils in Trümmern, die anderen Teile ausgebrannt – und 1951 instand gesetzt.
Beim Bau des „Ring 2“, der unmittelbar nördlich des Gebäudes die Fuhlsbüttler Straße überbrückt, wurde die ursprüngliche Pfeilerlaube der Nordecke abgerissen und der „Rattenfängerbrunnen“ von Richard Kuöhl entfernt. Der Brunnen wurde zunächst im Hof des Gustav-Borgner-Hofes am Schwalbenplatz 66 neu aufgestellt und ist heute eingelagert.
Ein weiterer Adolf-von-Elm-Hof befindet sich im Stadtteil Eißendorf.